# Lachapelle-aux-Pots
Lachapelle-aux-Pots là một xã thuộc tỉnh Oise trong vùng Hauts-de-France tây bắc nước Pháp. nước Pháp. Xã này nằm ở khu vực có độ cao trung bình 109 mét trên mực nước biển.